# Штайненброн
Штайненброн (нем. Steinenbronn) — община в Германии, в земле Баден-Вюртемберг. 
Подчиняется административному округу Штутгарт. Входит в состав района Бёблинген.  Население составляет 6089 человек (на 31 декабря 2010 года). Занимает площадь 9,72 км².